# Fornos (Santa Maria da Feira)
Fornos is een plaats (freguesia) in de Portugese gemeente Santa Maria da Feira en telt 2 810 inwoners (2001).